# Tragia physocarpa
Tragia physocarpa är en törelväxtart som beskrevs av David Prain. Tragia physocarpa ingår i släktet Tragia och familjen törelväxter. Inga underarter finns listade i Catalogue of Life.